# Klaus Teuber

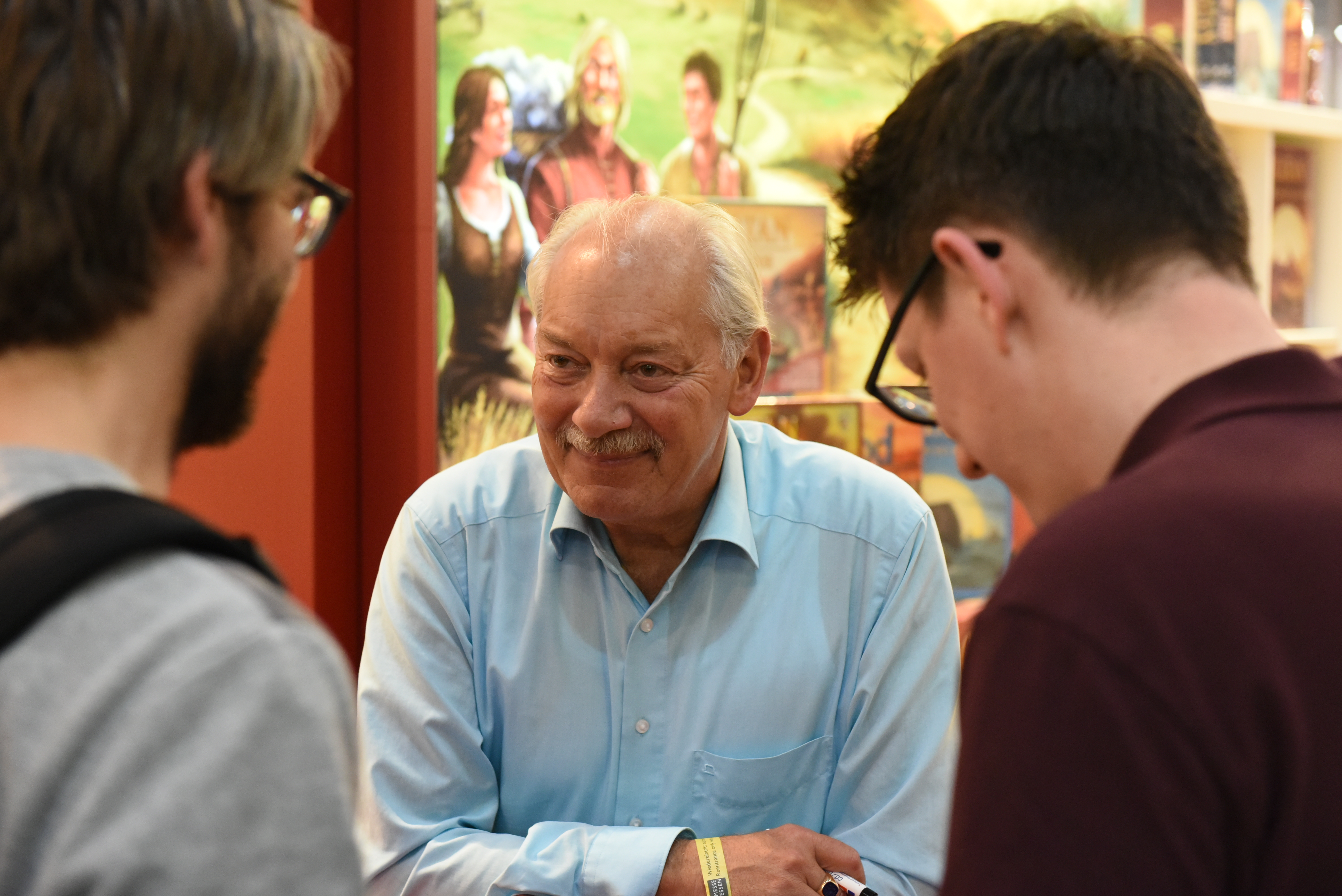
Klaus Teuber (2017)

Klaus Teuber (ur. 25 czerwca 1952, zm. 1 kwietnia 2023) – niemiecki projektant gier planszowych.
Zaprojektowane przez niego gry były wielokrotnie nagradzane, w tym czterokrotnie tytułem Gry Roku w Niemczech (Spiel des Jahres).
Gry:
- Osadnicy z Catanu (i rozszerzenia)
- Löwenherz
- Entdecker
- Drunter und Drüber
- Adel Verpflichtet
- Barbarossa